# فقاع قرطاسي
الفقاع القرطاسي (بالإنجليزية: Pemphigus foliaceus)‏ أو الفقاع المتوطن (بالإنجليزية: Endemic pemphigus)‏ أو الفقاع القرطاسي المتوطن (بالإنجليزية: endemic pemphigus foliaceus)‏ وكذلك التسمية البرتغالية التي تعني الحريق البري (بالبرتغالية: fogo selvagem‏) هو مرض مناعة ذاتية متبثر يصيب الجلد ويمتاز بظهور آفات جلدية حرشفية متقشرة متآكلة ذات أساس حمامي. لا يصيب المرض الطبقة المخاطية حتى في حالات المرض المنتشر.
يعد بيير لويس آلفي كازيناف أول من وصف المرض عام 1844.
يعد هذا المرض متوطنا في بعض المناطق الريفية من البرازيل، وينتشر قرب مجاري الأنهار.